# Franz Pfnür
Franz Pfnür, né le 21 novembre 1908 à Au et mort le 21 septembre 1996, était un skieur alpin allemand. Il devient membre des SS par la suite.

## Palmarès

### Jeux olympiques
| Épreuve / Édition              | Combiné |
| ------------------------------ | ------- |
| JO 1936 Garmisch-Partenkirchen | Or      |

### Championnats du monde
| Épreuve / Édition          | Descente | Slalom | Combiné |
| -------------------------- | -------- | ------ | ------- |
| Mondiaux 1933 Innsbruck    | 19e      | 17e    | 18e     |
| Mondiaux 1934 Saint-Moritz | Argent   | Or     | Argent  |
| Mondiaux 1937 Chamonix     | 11e      | 15e    | 12e     |